# Yara Sallam
Yara Sallam (en árabe: يارا رفعت سلّام) (24 de noviembre de 1985) es una defensora de los derechos humanos y feminista egipcia. Ha trabajado como abogada e investigadora para varias organizaciones de derechos humanos egipcias e internacionales, así como para la Comisión Africana de Derechos Humanos y de los Pueblos.
El 21 de junio de 2014 fue detenida junto a varias decenas de personas que marchaban en cercanías del Palacio Heliópolis, —sede de las oficinas presidenciales en El Cairo—, en una manifestación pacífica contra la ley egipcia que restringe el derecho a la protesta. Yara Sallam y otras 22 personas fueron acusadas de violar la ley que reglamenta las manifestaciones públicas. Su detención se convirtió en un símbolo de la resistencia a las severas restricciones a la disidencia impuestas por el gobierno del presidente Abdelfatah Al-Sisi.
Amnistía Internacional calificó el caso como "[...] otro juicio más basado en evidencia escasa y dudosa que pretende ser una advertencia clara para cualquiera que desafíe la ley de protesta de Egipto. El caso proporciona la prueba más reciente de la determinación de las autoridades egipcias de sofocar la protesta pacífica y sofocar todas las formas de disenso." 

## Biografía
Yara Sallam nació en el distrito de Heliópolis, El Cairo, el 24 de noviembre de 1985.
Sallam estudió derecho en la Universidad de El Cairo y obtuvo su licenciatura en 2007. Continuó sus estudios y obtuvo una maestría en derecho comercial de la Universidad de París I Panthéon-Sorbonne. Estudió en los Estados Unidos y recibió una maestría en Derechos Humanos de la Universidad de Notre Dame en 2010. 

Trabajó como asistente legal en la Comisión Africana de Derechos Humanos y de los Pueblos y como investigadora en temas de libertad de religión y creencias en la Egyptian Initiative for Personal Rights (Iniciativa Egipcia para los Derechos Personales) y como asistente de investigación en el Instituto de Investigación para el Desarrollo, donde se orientó al estudio de los derechos de las mujeres en Egipto. 

Yara Sallam fue asesora de un comité gubernamental formado para investigar los eventos de 2013 y dirigió un proyecto destinado a documentar las violaciones a los derechos humanos registradas en Egipto desde la década de 1980 con el objetivo de preservar la memoria de los eventos que llevaron al levantamiento popular de 2011.
En 2013 recibió el Premio «Defensor de los Derechos Humanos del Norte de África».

## Detención y juicio
Hacia fines de noviembre de 2013 se implementó en Egipto una ley promulgada por decreto mediante la cual las autoridades tienen la potestad de prohibir cualquier tipo de marcha, manifestación o reunión de personas. En la práctica, esta norma habilita la restricción al derecho de protesta y ha sido utilizada para justificar detenciones arbitrarias.
El 21 de junio de 2014, un grupo de varios cientos de personas se reunió en El Cairo en conmemoración del Día Internacional de Solidaridad con los Detenidos Egipcios y con el objeto de manifestarse en contra la llamada Ley de Protesta. Marcharon hacia el Palacio que alberga las oficinas presidenciales donde las fuerzas de seguridad dispersaron a los manifestantes y efectuaron detenciones.
Yara Sallam se hallaba circunstancialmente en cercanías del lugar, junto a su primo, cuando ambos fueron detenidos por personas vestidas con ropa civil que los entregaron a agentes de seguridad. En el interrogatorio posterior, Yara Sallam debió responder preguntas acerca de su trabajo en la Iniciativa Egipcia para los Derechos Personales y sobre la gestión y las actividades de la organización. La persona que acompañaba a Yara Sallam fue liberada sin cargos al día siguiente, pero ella fue condenada a tres años de prisión, en una decisión que se atribuye a su trabajo y activismo como defensora de los derechos humanos.  En una última sentencia de diciembre de 2014, su condena se estableció en dos años de prisión efectiva y dos años de vigilancia policial, por habérsela hallado responsable de los delitos de "vulneración de la ley de protesta" en virtud de la "ley antiprotesta", "sabotaje a bienes públicos", "posesión de material inflamable" y "demostración de fuerza con objeto de aterrorizar al público". 

Según la Comisión Internacional de Juristas el juicio violó los derechos de los acusados a ser sometidos a una audiencia justa y pública según el derecho internacional, incluido el Pacto Internacional de Derechos Civiles y Políticos, ratificado por Egipto en 1982.
Durante su permanencia en prisión Yara Sallam continuó con su trabajo en defensa de los derechos humanos. En julio de 2014 el Consejo Nacional de Derechos Humanos (NCHR), dependiente del gobierno de Egipto, envió investigadores al presidio para entrevistar a las mujeres detenidas. Las activistas se negaron a reunirse con ellos y a través de Yara Sallam y Salwa Mehrez les informaron que "si quieren conocer la realidad de la situación en la prisión, deberían reunirse con otros detenidos que están en condiciones mucho peores y experimentan mayores abusos".

## Liberación
El 23 de septiembre de 2015, un día antes de que el presidente egipcio Abdelfatah Al-Sisi partiera hacia Nueva York para reunirse con la Asamblea General de las Naciones Unidas, se anunció un "perdón presidencial" para 100 jóvenes condenados luego de juicios controvertidos. Muchos de los liberados estaban cumpliendo condenas por causas aparentemente políticas o por violación de la "ley de protesta". El "perdón" también incluyó a prisioneros cuya salud estaba fuertemente deteriorada.
Poco después de quedar en libertad, Yara Sallam señaló la necesidad de anular la controvertida "ley de protesta" por la cual permanecían en prisión ciudadanos que no habían cometido ningún delito según las leyes egipcias, entre ellos periodistas que estaban presentes en las manifestaciones realizando su trabajo. Afirmó que "Cientos de personas cumplen penas de prisión de muchos años debido a la tendencia cada vez más punitiva de enjuiciar a personas políticamente activas. Otros han estado en prisión preventiva durante más de un año sin siquiera enfrentar cargos. Esas y muchas de esas injusticias deben ser rectificadas de inmediato".